# Cosme Gonzalo
Cosme Gonzalo Ayarza (Arrúbal, 27 de septiembre de 1894 - Logroño, 12 de agosto de 1936) fue un jornalero y político español. Miembro del Partido Socialista Obrero Español (PSOE), fue alcalde de Agoncillo-Arrúbal desde febrero de 1936. Tras el golpe de Estado que dio lugar a la Guerra Civil fue detenido y ejecutado en el cementerio de Logroño, siendo después condenado por el Tribunal de Responsabilidades Políticas a una multa de 6000 pesetas.